# Danièle Rochon

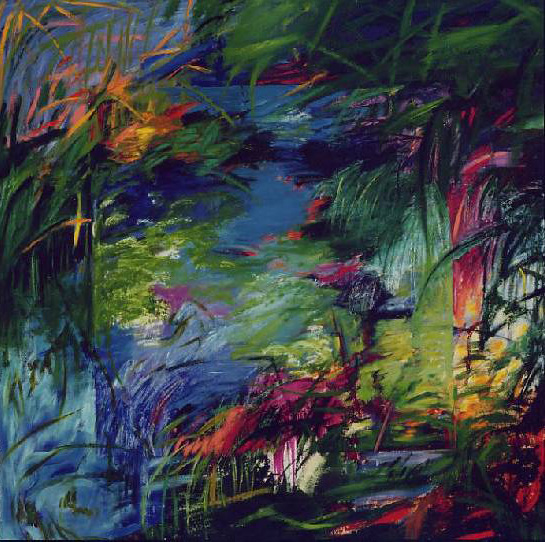
Danièle Rochon, Arcadia, 1991, huile sur toile

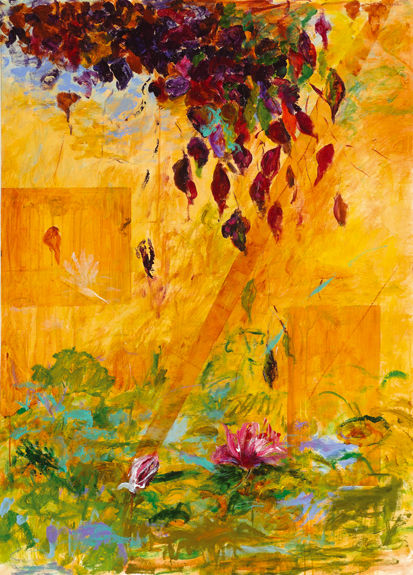
Danièle Rochon, Thrusting Out, 2008, acrylique sur toile

Danièle Rochon est une peintre québécoise née le 8 avril 1946 à Ottawa (Canada). En 1992, elle est élue membre de l’Académie royale des arts du Canada. Ses œuvres figurent dans de nombreuses collections publiques dans le monde.
Elle est reconnue pour son talent de coloriste.

## Biographie

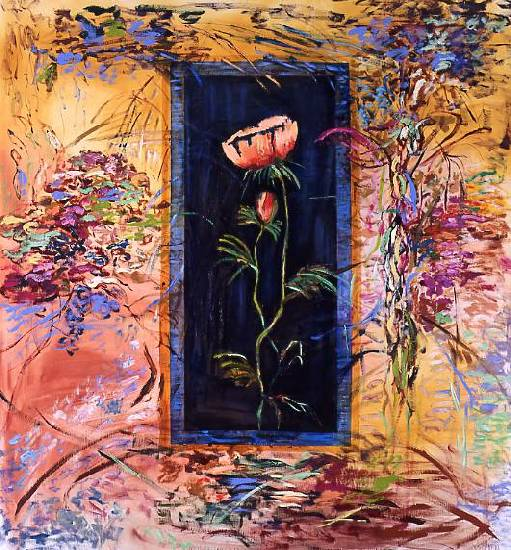
La Rosée bleue, 2002, huile sur toile

Titulaire d’un baccalauréat ès arts de l’Université Laval (Québec), Danièle Rochon poursuit des études en science politique à l’Université Laval et à l’Université de Montréal. Elle travaille en création publicitaire et fait de la traduction pendant quelques années.
En 1975, Danièle Rochon s’inscrit à l’École d’art du Musée des beaux-arts de Montréal, à l’école d’art Saidye Bronfman, et étudie la gravure durant deux ans à l’atelier Graff de Montréal. Durant sept années, elle se consacre entièrement à la recherche artistique utilisant le pastel et la peinture à l’huile comme technique principale.
À partir de 1982, elle commence à exposer ses œuvres, au Québec, au Canada et aux États-Unis, notamment à New York et à San Francisco.
À partir de 1987, l’artiste réalise de nombreuses lithographies dans les ateliers Pierre Chave et Bjorn Hansen à Vence, en France. La même année, elle réalise une série de lithographies rehaussées pour le livre d’art à édition limitée, La Nuit de Claire Dé, publié par Art global.
En 1990, elle exécute dans un centre d'achat à Québec une peinture sur une voûte de 23 m × 6 m intitulée Hymne à la vie. La même année, elle s’établit dans le midi de la France où elle réalise un triptyque pour l’église romane de Viens, dans le Luberon. À cette période, elle expose ses œuvres en Europe, notamment à Paris, à Barcelone et à Copenhague. Elle partage désormais son lieu de création entre Montréal et la Provence.
En 1992, Danièle Rochon conçoit à New York un projet de décors et de costumes pour l’opéra A sampler of Vaugirard de Mardi-Ellen Hill.
Danièle Rochon a réalisé au cours de sa carrière plus d’une quarantaine d’expositions personnelles.

## Expositions
- 1982 : Pastels et huiles, Galerie H.E.C., Université de Montréal, Montréal (Québec) Canada
- 1984 : Pastels, Galerie l’autre équivoque, Ottawa, (Ontario) Canada
- 1985 : Pastels, Galerie Estampe Plus, Québec (Québec) Canada
- 1985 : Pastels, Galerie l’autre équivoque, Ottawa (Ontario) Canada
- 1986 : Pastels et huiles, Galerie l’Art Français, Montréal (Québec) Canada
- 1986 : Les Belles Oaristys, aquarelles, Galerie l’autre équivoque, Ottawa (Ontario) Canada
- 1987 : Pastel et huiles, Quan-Schieder Gallery, Toronto, (Ontario) Canada
- 1987 : Couleurs de la passion, Galerie Estampe Plus, Québec (Québec) Canada[1]
- 1988 : Génie des lieux, Délégation culturelle du Québec, New York, États-Unis
- 1988 : Génie des lieux, Galerie L’Art Français, Montréal, Québec, Canada[1]
- 1990 : Vorpal Gallery, SoHo, New York, États-Unis
- 1990 : Vorpal Gallery, San-Francisco, États-Unis
- 1991 : Essentia Naturae[2], Galerie Jean-Pierre Valentin, Montréal (Québec) Canada
- 1991 : Essentia Naturae, Vorpal Gallery, SoHo, New-York, États-Unis
- 1992 : Essentia Naturae, Délégation de l’Ontario, Paris, France
- 1992 : Pavillon des arts, Sainte-Adèle (Québec) Canada
- 1992 : Galerie l’autre équivoque, Ottawa (Ontario) Canada
- 1993 : A sampler of Vaugirard, opéra-théâtre, costumes et décors, Steinway Hall, New York, États-Unis
- 1993 : La Cavale, Galerie Jean-Pierre Valentin, Montréal (Québec) Canada
- 1996 : State Street Gallery, Sarasota (Floride) États-Unis
- 1996 : Aux confins d’un ailleurs, Galerie de Bellefeuille, Montréal (Québec) Canada
- 1997 : Galeries B.A.I., Barcelone, Espagne
- 1998 : Les Mystères de Brocéliande, Galerie Estampe Plus, Québec (Québec) Canada
- 1998 : Galerie Saint-Laurent-Hill, Ottawa (Ontario) Canada
- 2000 : Galerie de Bellefeuille, Montréal (Québec) Canada
- 2000 : Wallace Galleries, Calgary (Alberta) Canada
- 2001 : Trias Gallery, Toronto (Ontario) Canada
- 2003 : Galerie de Bellefeuille, Montréal (Québec) Canada[5]
- 2005 : Galerie de Bellefeuille, Montréal (Québec) Canada
- 2007 : Galerie St-Laurent-Hill, Ottawa (Ontario) Canada
- 2008 : Harbour Gallery, Mississauga (Ontario) Canada
- 2010 : Galerie Saint-Laurent-Hill, Ottawa (Ontario), Canada
- 2011 : Land Art, Vignoble l’Orpailleur, 30e anniversaire (Québec), Canada
- 2011 : Habour Gallery, Mississauga, (Ontario), Canada
- 2012 : Harbour Gallery,Mississauga, Ontario
- 2014 : Galerie St-Laurent plus Hill, Ottawa, Ontario
- 2014 : Bugera Matheson Gallery, Alberta, Saskatchewan
- 2015 : Rétrospective, Église St-Christophe, Vachères, Alpes-de-Haute-Provence, France
- 2016 : Harbour Gallery, Mississauga, Ontario

## Collections
- A.F.A. Assets, New York, NY
- Alcan, Montréal, Québec
- American Express, Stockholm
- Art Gallery of Ontario, Toronto, Ontario
- Astra Draco, Stockholm
- Banque de Nouvelle-Écosse, Québec, Québec
- Banque nationale du Canada, Québec, Québec
- Banque royale du Canada, Montréal, Québec[1]
- BASF, Stockholm
- Bibliothèque Gabrielle-Roy, Québec, Québec[1]
- Bibliothèque nationale du Québec, Montréal, Québec
- Blake, Cassels & Graydon, Ottawa, Ontario
- Bombardier, Valcourt, Québec
- Canadian Peerless Carpet Corporation, Montréal
- Canadien National, Montréal, Québec
- C.P. Hotels, Calgary, Alberta
- Canadien Pacifique, Calgary, Alberta
- Université du Cap-Breton, Nouvelle-Écosse
- Charles Bronfman, Montréal[1]
- Cognos Inc., Ottawa, Ontario
- Commune de Viens, Vaucluse, France
- Connor & Clark, Toronto, Ontario[1]
- Coopers & Lybrand, Copenhague
- Côté & Associés, Montréal, Québec
- Den Norske Bank, Oslo
- DuPont Canada Inc., Toronto, Ontario[1]
- ELF, Oslo
- Ericsson Microwave, Stockholm
- Fairmont Hotels, Toronto, Ontario
- Fiducie Desjardins, Montréal, Québec
- Flynn, Rivard & Associés, Québec, Québec[1]
- General Electric of Canada Inc., Toronto, Ontario[1]
- Grupo Comdak, Mexico
- Gullfiber, Stockholm
- H.W.Y. Group, Okinawa, Japon
- Imperial life du Canada, Toronto, Ontario
- Journal Finance, Montréal, Québec
- Kaid Industries, Montréal, Québec
- Lang & Michener, Ottawa, Ontario
- Lapointe Rosenstein, Montréal, Québec
- Loto-Québec, Montréal, Québec
- MacMaster University Art Gallery, Hamilton, Ontario
- Madacy Music Group, Montréal, Québec
- Micro Matic, Copenhague
- Ministère des Affaires Extérieures, Ottawa, Ontario
- Momura Security Internatioanl, New York, NY
- Musée de Charlevoix, Pointe-au-Pic, Québec
- Musée national des beaux-arts du Québec, Québec, Québec[6]
- Musée de Sherbrooke, Sherbrooke, Québec
- Nobel Pharma, Stockholm
- Ogilvy Renault, Montréal, Québec[1]
- Pan Canadian, Calgary, Alberta
- Philips Petroleum, Oslo
- Pratt & Whitney, Longueuil, Québec
- Reader’s Digest, Montréal, Québec
- Reprotech, Montréal, Québec
- Saga Petrolium, Oslo
- Scandinavian Airlines System, Oslo
- Scandia, Stockholm
- Segal Construction Corporation, Washington, DC
- Shephard, Greenvill, Wood, Ottawa, Ontario
- Seimens Elema, Stockholm
- Société de gestion SDI, Montréal, Québec
- TAL Investment Society Inc., Montréal, Québec
- Ted Bates, Copenhague
- Taddington Inc., Toronto, Ontario
- Téléglobe Canada Inc., Toronto, Ontario
- Telia, Stockholm
- Tetra Pak, Stockholm
- Trust Royal du Canada, Montréal, Québec[1]
- T. Schiff Investment Inc., Toronto, Ontario
- Unisource, Montréal, Québec
- Université d’Ottawa, Ottawa, Ontario
- Utilicorp Corporation Calgary, Alberta
- Ville d’Ottawa, Ottawa, Ontario[7]
- Volvofinans, Stockholm
- Wasa, Stockholm,
- Wharton Hotels, Toronto